# Halve Maen (корабель)
Halve Maen (з нід. Halve Maen — півмісяць) — нідерландське трищоглове судно XVII століття, каракка. Під час експедиції на судні було відкрито річку Гудзон та острів Мангеттен. У 1909 році Нідерландами була побудована репліка судна, яку в 1934 році знищила пожежа. У 1989 році почалися роботи з будівництва другої репліки.

## Історія
Місце будівництва судна невідоме. Архівні документи згадують про те, що власником судна «Halve Maen» був Ян Янс ван Гелмонт (нід. Jan Jansz van Helmont). Шкіпером на «Halve Maen» був Мартен Пітерс (нід. Maarten Pietersz), який торгував із країнами Балтійського моря різними товарами з Португалії та Іспанії. Згодом власник продав судно Голландській Ост-Індійській компанії.
У 1609 році. Голландська Ост-Індійська компанія найняла на службу Генрі Гудзона. В Амстердамі він отримав під командування «Halve Maen», його завданням було знайти північно-західний шлях в Азію. У червні 1609 року «Halve Maen» досяг Фарерських островів і звідти взяв курс на острів Ньюфаундленд з метою знайти найкоротший шлях до Тихого океану. Генрі Гудзон спирався на англійські джерела, що вказували про велику кількість річок і озер, які могли мати вихід до Тихого океану. Впродовж декількох місяців «Halve Maen» прямував уздовж східного узбережжя Північної Америки і у вересні 1609 року увійшов в гирло річки, яку згодом назвали Гудзон, а 11 вересня 1609 Генрі Гудзон відкрив острів Мангеттен. Пройшовши близько 200 км вгору по річці, «Halve Maen» так і не досяг поставленої мети, і на початку жовтня судно взяло курс на Амстердам. Отримавши після повернення експедиції відомості і карти, Нідерланди заснували на острові Мангеттен поселення Новий Амстердам, перейменоване пізніше в Нью-Йорк.
Після експедиції Гудзона Голландська Ост-Індійська компанія передала командування судном капітану Мелісу Андресу (нід. Melis Andriesz і відправила «Halve Maen» у Батавію (нині Джакарта).
У 1618 році, під час бою між нідерландськими та англійськими суднами біля узбережжя Яви, «Halve Maen» зазнав значних пошкоджень, загорівся та потонув.

## Копії

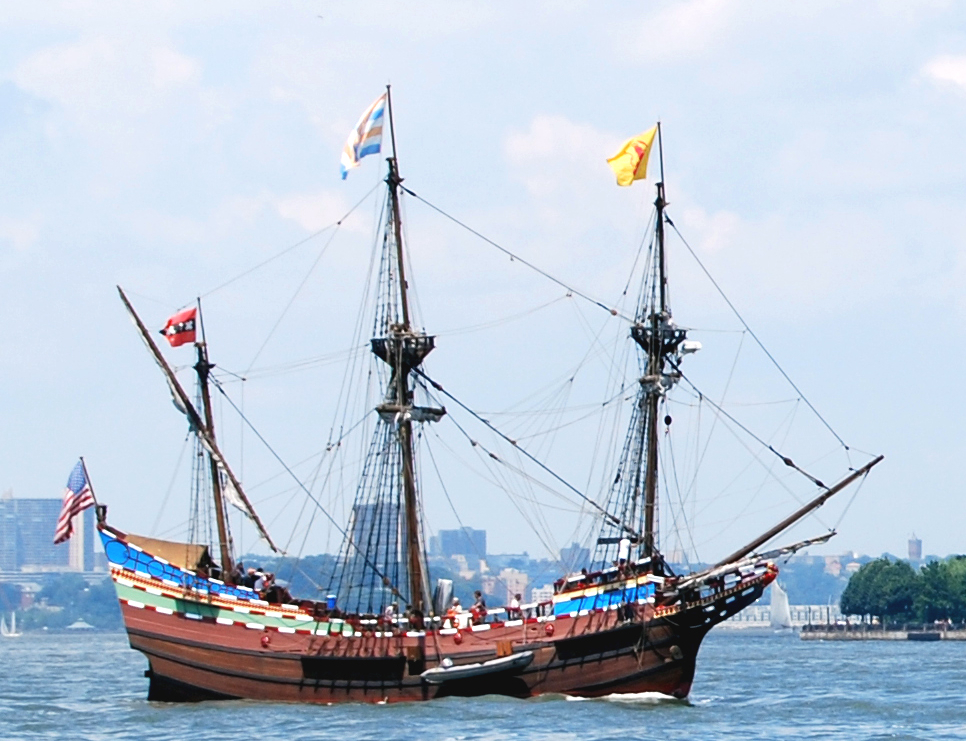
Репліка 1989 р.

### Проєкт 1909 року
Напочатку 1909 року в Амстердамі було розпочато будівництво репліки «Halve Maen». Судно планувалося як подарунок від жителів Нідерландів місту Нью-Йорку з приводу святкування 300-ї річниці подорожі Генрі Гудзона і відкриття острова Мангеттен. Влітку 1909 року репліка була доставлена в США на транспортному кораблі «SS Soestdijk». Репліка була знищена внаслідок пожежі 24 серпня 1934 року.

### Проєкт 1989 року
Друга репліка «Halve Maen» була побудована і спущена на воду в 1989 році на корабельні в Олбані (США). У червні 1989 року судно було урочисто охрещене. Перший вихід у плавання був запланований на весну 1990 року. Репліка була побудована у вигляді судна-музею, який знайомив з історією взаємин між європейцями і корінними американцями. У вересні 2009 року судно «Halve Maen» брало участь у святкуванні 400-річчя з моменту подорожі Генрі Гудзона і відкриття острова Мангеттен.
Принц Віллем-Олександр і принцеса Максима взяли участь у цих святкуваннях і відвідали судно. У квітні 2015 року судно було орендоване Нідерландами і розташоване в Західно-Фризькому музеї кораблів у Горні. У 2019 році судно повернулося до Америки, де використовується як плавучий музей на річці Гудзон.